# Lista de episódios de Os Normais
Essa é uma lista de episódios de Os Normais, um humorístico exibido pela Rede Globo entre 2001 e 2003. Todos os episódios foram dirigidos por José Alvarenga Jr., e exceto por alguns feitos por Jorge Furtado, escritos por Fernanda Young e Alexandre Machado.

## Resumo
| Temporada | Temporada | Episódios | Estreia da temporada | Final da temporada     |
| --------- | --------- | --------- | -------------------- | ---------------------- |
|           | 1         | 26        | 1 de Junho de 2001   | 21 de Dezembro de 2001 |
|           | 2         | 28        | 5 de Abril de 2002   | 20 de Dezembro de 2002 |
|           | 3         | 17        | 11 de Abril de 2003  | 3 de Outubro de 2003   |

## Episódios

### Primeira temporada (2001)
| # | Título                         | Exibição               |
| --- | ------------------------------ | ---------------------- |
| 1 | "Todos São Normais"            | 1 de junho de 2001     |
| Ao ir em um restaurante, Rui e Vani conhecem Tato (Murilo Benício) e Bete (Drica Moraes), que pensam que o casal está interessado em swing. |                                |                        |
| 2 | "Normas do Clube"              | 8 de junho de 2001     |
| Rui e Vani vão ao clube. Ele conhece uma separada (Eliane Giardini) e ela é abordada por um tarado (Otávio Muller). |                                |                        |
| 3 | "Brigar é Normal"              | 15 de junho de 2001    |
| Rui e Vani brigam na cama. Eventualmente acabam cruzando caminho com Gabriel (Nelson Dantas), redator de um escândalo político, e Michelle (Cláudia Raia), uma garota de programa que mora no mesmo prédio do casal, e tem seus serviços contratados por Gabriel e Rui. |                                |                        |
| 4 | "Trair é Normal"               | 22 de junho de 2001    |
| Em meio a um desentendimento, Rui e Vani se relacionam com as metades de outro casal em crise, o sensível Sílvio (Bruno Garcia) e sua esposa insatisfeita Ana (Cláudia Abreu). |                                |                        |
| 5 | "Um Dia Normal"                | 29 de junho de 2001    |
| Enquanto Vani acha que sofreu de uma mandinga para dar azar e tenta resolver com uma colega de trabalho (Betty Gofman), Rui tem uma sucessão de mal-entendidos que atraem sua chefe, Vivian (Débora Bloch). |                                |                        |
| 6 | "Faça Seu Pedido"              | 6 de julho de 2001     |
| Após Rui ganhar uma aposta e conseguir que Vani realize algum desejo seu, jantam com um casal, Delmo (Paulo Betti) e Clara (Giulia Gam), que acaba entrando em crise. |                                |                        |
| 7 | "Mal-entendido é Normal"       | 13 de julho de 2001    |
| Em meio a uma crise, Vani liga para seu ex-namorado Geraldinho (Cássio Gabus Mendes) e atrai os ciúmes de sua noiva atual, Nina (Marisa Orth). |                                |                        |
| 8 | "Sair com Amigos é Normal"     | 20 de julho de 2001    |
| Rui e Vani saem com dois amigos: a depressiva Nara (Maria Luísa Mendonça) e Mário (Ernani Moraes), que Rui não via há muito tempo e acaba se provando um chato. Participações: Wilson de Santos como travesti, André Mattos como psiquiatra, e Amanda Lee |                                |                        |
| 9 | "Implicância é Normal"         | 27 de julho de 2001    |
| Na celebração dos cinco anos de noivado de Rui e Vani, conhecem um casal em crise, Edu (Edson Celulari) que quer se divorciar de Kátia (Heloísa Périssé), a quem acusa de fingir seus orgasmos. |                                |                        |
| 10 | "Ler é Normal"                 | 3 de agosto de 2001    |
| Vani vai com Nara para o lançamento do livro de sua autora de auto-ajuda favorita (Regina Casé). Rui a segue, conhecendo outra fã, Cris (Carolina Ferraz) e descobre que já teve um caso com a autora. |                                |                        |
| 11 | "Fazer as Pazes é Normal"      | 7 de setembro de 2001  |
| O pai de Rui, Nei (Jorge Dória), mente para Rui que está morrendo já que sua esposa, Silvana (Eva Wilma), duvida da honestidade da nora. Também chamam uma ex de Rui, Maria Pia (Ana Furtado), para piorar a visita do filho e Vani. |                                |                        |
| 12 | "Complicar é Normal"           | 14 de setembro de 2001 |
| Vani obriga Rui a ir com ela buscar a amiga Luana (Danielle Winits) no aeroporto. Eventualmente Luana e Rui ficam muito amigos, e o ciúme de Vani leva ela a sair com um dos amigos de Rui, Valdo (Evandro Mesquita) - que acaba sendo revelado como sendo o namorado de Luana.                                                                                               |                                |                        |
| 13 | "Surpresas São Normais"        | 21 de setembro de 2001 |
| Rui toma um remédio para manter uma ereção longa, mas é atrapalhado pela enxaqueca de Vani, que só piora com a festa de aniversário do vizinho psicólogo Pires (André Mattos). Para piorar, Amanda (Lília Cabral), a cliente homicida de um colega de Pires (Mário César Camargo), chega no prédio. Participação: Soraya Ravenle como Diana, esposa de Pires                  |                                |                        |
| 14 | "Estresse é Normal"            | 28 de setembro de 2001 |
| Após Rui sofrer um ataque em um restaurante, ele e Vani conhecem o casal em crise Caio (Eduardo Moscovis), um veterinário - que por tratar Rui, Vani acha ser um médico - e Sueli (Alessandra Negrini), uma fisioterapeuta que decide fazer massagens eróticas em Rui. |                                |                        |
| 15 | "Um Sábado Normal"             | 5 de outubro de 2001   |
| Rui e Vani vão a uma boate. Ele entra, e conhece Nilo (Selton Mello), enquanto ela é barrada e só entra após se passar por Alanis Morissette com a ajuda da garota de programa Paula (Malu Mader), com quem Nilo tinha passado a noite anterior. Participação: Marcelo Saback como "hostess"; Fernanda Young como Moça na fila da boate                                       |                                |                        |
| 16 | "Mentir é Normal"              | 12 de outubro de 2001  |
| Rui e Vani decidem não mentir mais, o que leva Vani a ser demitida e Rui a ser elogiado pelo chefe (Antonio Abujamra). Participações: Sônia de Paula como cliente de Vani, Antônio Pedro como taxista, Alice Borges como dentista, e José Rubens Chachá como chefe de Vani Escrito por Jorge Furtado                                                                          |                                |                        |
| 17 | "Desconfiar é Normal"          | 19 de outubro de 2001  |
| Uma das crises de Rui e Vani fazem o casal trombar com Beatriz (Regina Dourado), esposa de Jair (Lúcio Mauro) que está a traindo com sua nova secretária (Elaine Mickelly). |                                |                        |
| 18 | "Um Pouco de Cultura é Normal" | 26 de outubro de 2001  |
| Rui e Vani vão para o balé, onde se desentendem com Armando (Marcelo Várzea), um ex-bailarino frustrado - que teve sua carreira na arte interrompida por Vani quebrar seu pé na infância - e sua esposa ciumenta Helena (Júlia Lemmertz). Eventualmente os desentendimentos fazem Rui tomar o lugar da bailarina principal, a ninfomaníaca Natasha (Christiane Torloni).      |                                |                        |
| 19 | "Grilar é Normal"              | 2 de novembro de 2001  |
| Após um jantar com a irmã de Vani, Roberta (Paloma Duarte) e seu namorado pintor Júlio (Rodrigo Santoro), Vani acha que a irmã roubou-lhe um broche. Para resolver, chama Júlio para pintá-la enquanto Rui vai ao apartamento de Roberta procurar o broche. |                                |                        |
| 20 | "Cair na Rotina é Normal"      | 9 de novembro de 2001  |
| Rui e Vani se entediam e vão para a videolocadora atrás de um filme pornográfico. Lá conhecem um casal igualmente insatisfeito que gosta de sadomasoquismo, Zeca (Daniel Dantas) e Denise (Ingrid Guimarães). |                                |                        |
| 21 | "Tentações São Normais"        | 16 de novembro de 2001 |
| Rui sofre as tentações de uma estagiária atraente, Taty (Mel Lisboa), enquanto Vani fica com ciúmes. |                                |                        |
| 22 | "Dar Um Tempo é Normal"        | 23 de novembro de 2001 |
| Rui e Vani dão um tempo, e por coincidências acabam marcando encontro com amigos um do outro, Tônia (Cláudia Lira) e Jorge (Evandro Mesquita). |                                |                        |
| 23 | "Um Pouco de Azar é Normal"    | 30 de novembro de 2001 |
| Após não passar uma corrente de e-mail para frente, Rui começa a ter um dia de azar. Participação: Tadeu Mello como mecânico |                                |                        |
| 24 | "Desesperar é Normal"          | 7 de dezembro de 2001  |
| Rui e Vani conseguem novos empregos. A nova chefe de Rui, Loreta (Ângela Vieira) o contrata por sua cara de pau - reforçada pelos óculos escuros, para esconder um olho roxo causado por um soco de Vani - enquanto o chefe de Vani, Anselmo (Ewerton de Castro) - marido de Loreta - acaba cobrando grande quantia de Vani por ajudar demais seus clientes de telemarketing. |                                |                        |
| 25 | "De Volta ao Normal"           | 14 de dezembro de 2001 |
| Vani arruma o armário de Rui, achando uma agenda que a faz ligar para uma conhecida que é ex do noivo, Gisele (Maria Paula Fidalgo). Enquanto isso, em meio às festas de natal da firma de Rui, Estevão (Eduardo Galvão) empurra Rui para cima de um ex-caso dele, Carminha (Ana Paula Arósio).                                                                               |                                |                        |
| 26 | "Seguir a Tradição é Normal"   | 21 de dezembro de 2001 |
| Rui e Vani começam a se frustrar com as celebrações natalinas, e acabam atrapalhando as do casal vizinho Nanci (Arlete Salles) e Tony (Fúlvio Stefanini). Participação: Miriam Pires como a mãe de Nanci |                                |                        |

### Segunda temporada (2002)
| # | Título                          | Exibição               |
| --- | ------------------------------- | ---------------------- |
| 27 | "Tudo Normal Como Antes"        | 5 de abril de 2002     |
| Rui e Vani vão a uma festa com a amiga de Vani, Marilena (Andrea Beltrão), apesar dela não agradar a Rui. Lá causam o caos para os donos da festa (Daniel Dantas, Mônica Torres) |                                 |                        |
| 28 | "O Tipo de Coisa Normal"        | 12 de abril de 2002    |
| Rui leva Vani para o pôquer na casa de Waldo (Diogo Vilela), onde Vani conhece a namorada de Rique (Marco Ricca), Samla (Maria Luísa Mendonça). |                                 |                        |
| 29 | "Uma Tarde de Sábado Normal"    | 19 de abril de 2002    |
| Vani compra um presente pro seu afilhado Tavinho, filho da prima Soraia (Eliana Fonseca), e ela e Rui avacalham o resto do dia do menino. |                                 |                        |
| 30 | "Enlouquecer Domingo é Normal"  | 26 de abril de 2002    |
| Rui e Vani visitam o sítio de Vitor (Lugui Palhares) após Rui ver o anúncio de venda. Ele convida para voltar na semana seguinte, e só Vani aceita ir - sem saber que Vitor vai levar a namorada (Renata Mor) - enquanto Rui contrata uma "mãe a domicílio" (Laura Cardoso) para seu almoço.                                                                                           |                                 |                        |
| 31 | "Uma Amizade Normal"            | 3 de maio de 2002      |
| Rui e Vani visitam um casal amigo, Diana (Débora Bloch) e Marcelo (Alexandre Borges), e um conjunto de discussões leva a um "climão" no local. |                                 |                        |
| 32 | "Confusões São Normais"         | 10 de maio de 2002     |
| Rui revê uma ex, Mainá (Luana Piovani), em meio a uma breve separação. Mal-entendidos e azar fazem Vani achar que Mainá lançou mandinga sobre ela. |                                 |                        |
| 33 | "Ter Filhos é Normal"           | 17 de maio de 2002     |
| Rui discute seu desejo de ter filhos, e Vani decide ter um corpão por cirurgia em vez de gravidez. Lá ela é cantada pelo cirurgião (Paulo Betti). Uma das clientes, a modelo Marcela (Cláudia Raia), reencontra Rui, que é seu ex, e declara ter um filho dele. |                                 |                        |
| 34 | "Viajar é Normal"               | 24 de maio de 2002     |
| Rui e Vani tentam viajar no feriado após receber a visita de um antigo amigo de Rui (Otávio Augusto). Quando os planos dão errado, tem de chamar uma amiga de Vani (Daniele Valente) para espantá-lo do apartamento. |                                 |                        |
| 35 | "Mais do que Normal"            | 29 de maio de 2002     |
| O plano de Vani e Samla de sair juntas acaba levando Rui, Waldo e Rique a ir junto com as duas para um restaurante chique. Participações: Sérgio Mamberti como maitre, André Mattos como taxista |                                 |                        |
| 36 | "Desconfianças Normais"         | 5 de junho de 2002     |
| Enquanto Rui pega uma gripe da vizinha (Giulia Gam), Vani vê um psicólogo que se mudou pro prédio (Edson Celulari). |                                 |                        |
| 37 | "Um Machismo Normal"            | 12 de junho de 2002    |
| Vani entra em um curso de informática, e Rui fica com ciúme do colega dela por lá (Márcio Garcia). |                                 |                        |
| 38 | "Umas Loucuras Normais"         | 19 de junho de 2002    |
| Vani acha que sua vida não está louca o suficiente. Acaba indo com Rui para praia, são assaltados e entram na propriedade de Sheila (Christiane Torloni), que matou o marido. Participação: Fúlvio Stefanini como detetive |                                 |                        |
| 39 | "Um Programinha Normal"         | 26 de junho de 2002    |
| No festa de aniversário da chefe de Vani, Sílvia (Júlia Lemmertz), Rui e Vani interagem com a colega Naná (Ilana Kaplan) e seu marido Amadeu (Mário Schoemberger) e são forçados a improvisar um bolo. Participação: Charle Myara como cozinheiro |                                 |                        |
| 40 | "Ser Mau é Normal"              | 5 de julho de 2002     |
| Após discutirem sobre boas ações, Rui tenta reaproximar de um colega de trabalho (Henrique Stroeter) e Vani revê uma massagista cuja reputação ela destruiu (Noemi Gerbelli). |                                 |                        |
| 41 | "É Nojento Mas é Normal"        | 12 de julho de 2002    |
| Rui começa a ter nojo de Vani, enquanto a vizinha (Deborah Secco) confunde as discussões com violência doméstica. |                                 |                        |
| 42 | "Parece Indecente Mas é Normal" | 19 de julho de 2002    |
| Depois de Vani ficar presa numa posição de ioga, os dois conhecem um casal (Cássio Gabus Mendes e Betty Lago) e os convidam para uma orgia. |                                 |                        |
| 43 | "O Normal a Ser Feito"          | 26 de julho de 2002    |
| Rui e Vani decidem olhar um apartamento maior, nem que seja para fazer sexo com eco. No meio-tempo veem o corretor (Dalton Vigh) fazer sexo com a amante (Regina Remencius), que é esposa do dono do banco de Vani (Arthur Kohl). |                                 |                        |
| 44 | "Horrivelmente Normal"          | 2 de agosto de 2002    |
| Rui e Vani vão no bota-fora de Mara (Maria Padilha). Como ela já teve uma experiência sexual com Rui, Vani tenta fazer o mesmo com Babu (Seu Jorge), o noivo africano de Mara. |                                 |                        |
| 45 | "Acima do Normal"               | 9 de agosto de 2002    |
| Rui e Vani decidem criar um serviço inédito de atender aos pedidos das pessoas, sejam eles quais forem, a qualquer hora e em qualquer lugar. Para isso buscam a prima do interior de Vani, Sônia (Mariana Ximenes). Eventualmente ela acaba sendo forçada a resolver a situação quando uma prostituta contratada pelo casal (Leona Cavalli) recusa-se a atender um pedido de um idoso. |                                 |                        |
| 46 | "Sensações Normais"             | 16 de agosto de 2002   |
| Rui e Vani vão no show de Lulu Santos, e brigam com outro casal (Antonio Calloni e Zezé Polessa). |                                 |                        |
| 47 | "Tudo Normal Até Que…"          | 1 de novembro de 2002  |
| Rui volta pro pôquer, e Vani e Samla são acompanhadas por Rô (Drica Moraes). As três discutem sobre os homens acharem que elas são bissexuais. |                                 |                        |
| 48 | "Acordando Normalmente"         | 8 de novembro de 2002  |
| Depois de Vani se irritar com um passarinho, Rui descobre que as flutuações de humor dela coincidem com a cotação do dólar. Eventualmente decidem jantar com o primo metido de Rui, Tales (Paulo Betti) e sua esposa (Sílvia Pfeiffer). |                                 |                        |
| 49 | "Divertimento Sadio e Normal"   | 15 de novembro de 2002 |
| Rui lava o carro, e ele e Vani acabam conhecendo um casal de celebridades (Marisa Orth e Guilherme Weber). |                                 |                        |
| 50 | "Uma Experiência Normal"        | 22 de novembro de 2002 |
| Rui e Vani vão para um desfile de moda, roubam as credenciais de dois modelos (Alinne Moraes e Márcio Garcia) e acabam tomando parte no desfile, com todo o estrago esperado. Participação: Kiko Mascarenhas como estilista |                                 |                        |
| 51 | "Questionamentos Normais"       | 29 de novembro de 2002 |
| Mal entendido entre Rui e Vani faz eles consultarem os colegas em busca de ajuda. Participações': Otávio Muller como Haroldo, e Patrícia Travassos como Simone |                                 |                        |
| 52 | "Gente Normal e Civilizada"     | 6 de dezembro de 2002  |
| Os novos vizinhos de cima (Evandro Mesquita e Débora Bloch) causam ciúme em Rui e Vani, que acabam expressando a raiva no caiaque do casal. |                                 |                        |
| 53 | "Motivos Normais"               | 13 de dezembro de 2002 |
| Rui e Vani vão para uma casa em Friburgo com a prima de Vani, Patrícia (Graziella Moretto). |                                 |                        |
| 54 | "Especialmente Normal"          | 20 de dezembro de 2002 |
| Vani convence Rui a rever seu irmão Pedroca (Paulo Miklos), casado com Sara (Cláudia Jimenez), na festa de reveillon. |                                 |                        |

### Terceira temporada (2003)
| # | Título                                   | Exibição               |
| --- | ---------------------------------------- | ---------------------- |
| 55 | "A Volta dos Que Não Foram"              | 11 de abril de 2003    |
| Um acidente sexual no carro de Bernardo (Selton Mello) e Maristela (Graziella Moretto) faz Rui e Vani conhecerem o casal. |                                          |                        |
| 56 | "É Uma Questão de Química. Entende?"     | 18 de abril de 2003    |
| Rui, Vani e Bernardo invadem uma festa de solidariedade por professoras demitidas na escola de Maristela. Confusões seguem quando Bernardo é flagrado com a professora Edna (Thereza Piffer) que tem um caso com o diretor (Mauro Mendonça).                               |                                          |                        |
| 57 | "Sexo, Só Semana Que Vem."               | 25 de abril de 2003    |
| Rui e Bernardo vão para uma boate dizendo que ocorrerá um festival de músicas de Beth Carvalho. Quando Vani e Maristela acabam indo para o mesmo lugar, são forçados a por a desculpa em prática.                                                                          |                                          |                        |
| 58 | "Casal Que Vive Brigando Não Tem Crise." | 2 de maio de 2003      |
| Maristela leva Rui para jantar na casa de uma professora de educação física em tese lésbica (Maria Fernanda Cândido). |                                          |                        |
| 59 | "As Taras Que o Tarado Tara."            | 9 de maio de 2003      |
| Rui e Vani vão para a praia com Maristela e Waldo, com direito a terem o carro roubado por duas moças em tese naturistas (Juliana Paes e Paula Burlamaqui). |                                          |                        |
| 60 | "O Dia Que a Vani Pirou."                | 16 de maio de 2003     |
| Vani tenta unir Maristela e Waldo, em meio a uma crise de loucura causada por moderadores de apetite. Para isso vai para a escola de Maristela com Bernardo, enquanto Rui tenta descobrir como lidar com Vani com um caso de Waldo, a psicóloga Suzana (Regiana Antonini). |                                          |                        |
| 61 | "Ter Respeito e Trair Direito"           | 23 de maio de 2003     |
| Em meio a uma crise de ciúme de Vani, Rui decide traí-la com a secretária Solange (Cláudia Lira). Participações: Bruce Gomlevsky como colega de Bernardo, Luiz Magnelli como taxista                                                                                       |                                          |                        |
| 62 | "Nosso Já Famoso Episódio Infame"        | 30 de maio de 2003     |
| Rui encontra uma gravação sexual caseira dele com uma ex, Rejane. Ao presenciar isso, Vani se revolta e decide visitar Rejane (Drica Moraes) junto de Rui e Bernardo. |                                          |                        |
| 63 | "Sonhos de Uma Noite de Serão"           | 6 de junho de 2003     |
| Uma homeopata ex de Rui (Patrícia Travassos) vem visitá-los em meio a um momento de fossa de Vani. |                                          |                        |
| 64 | "Querer é Poder"                         | 13 de junho de 2003    |
| Vani tenta trair Rui com um ex (Fábio Assunção) e Bernardo aposta com Rui que irá transar com Maristela. |                                          |                        |
| 65 | "O Grande Segredo de Rui e Vani"         | 20 de junho de 2003    |
| Bernardo e Maristela pensam se Rui e Vani são extraterrestres enquanto os dois chamam um casal (Edson Celulari e Cláudia Raia) para uma orgia. |                                          |                        |
| 66 | "As Outras Vidas de Rui"                 | 27 de junho de 2003    |
| Rui, Vani, Bernardo e Maristela visitam uma ONG anarquista. Lá Rui confronta um tigre, e revê suas vidas passadas ao tomar um chá alucinógeno. Participação: Regiana Antonini como líder do culto, Sérgio Loroza como vida passada de Maristela                            |                                          |                        |
| 67 | "A Vingança da CDF"                      | 5 de setembro de 2003  |
| Bernardo sai com uma CDF que estudou com Vani (Júlia Lemmertz) e convida Rui e Vani para irem lá. |                                          |                        |
| 68 | "Os Estranhos Lugares Comuns"            | 12 de setembro de 2003 |
| Vani convida Bernardo e sua namorada ninfomaníaca (Maria Luísa Mendonça) para um fondue. |                                          |                        |
| 69 | "O Magnífico Antepenúltimo"              | 19 de setembro de 2003 |
| Bernardo chama Rui e Vani para entregarem um telegrama musical na festa de um dentista (Miguel Magno). Lá Rui conhece sua ídola Nívea Maria e uma moça louca pela fama (Fernanda Rodrigues). Participação: Ida Gomes como médica                                           |                                          |                        |
| 70 | "Até Que Enfim Profundos"                | 26 de setembro de 2003 |
| Rui e Vani decidem viver um como o outro por um programa. Em seguida ligam para Waldo, que está pensando em se suicidar. Vani chama uma amiga (Mariana Lima) para tentar salvá-lo.                                                                                         |                                          |                        |
| 71 | "Terminar é Normal"                      | 3 de outubro de 2003   |
| Rui é demitido após seguir um conselho de Vani com relação a seu emprego. Maristela engravida e Bernardo a pede em casamento. Os quatro vão para um prêmio de publicidade. Participação: Alexia Dechamps como modelo                                                       |                                          |                        |

## Filmes
| Ano | Filme                                       |
| --- | ------------------------------------------- |
| 2003 | Os Normais - O Filme                        |
| A história de como Rui e Vani se conheceram, com maus entendidos após seus casamentos com Marta (Marisa Orth) e Sérgio (Evandro Mesquita). |                                             |
| 2009 | Os Normais 2 - A Noite mais Maluca de Todas |
| Temendo pela estagnação de seu relacionamento, Rui e Vani buscam alguém para fazer um ménage à trois.                                      |                                             |